# Opowieści rodu Otori
Opowieści rodu Otori (ang. Tales of the Otori) – seria pięciu powieści historyczno-fantastycznych autorstwa Gillian Rubinstein, piszącej pod pseudonimem Lian Hearn. Akcja rozgrywa się na fikcyjnej wyspie Trzy Krainy, w epoce japońskiego feudalizmu. Saga opisuje przygody chłopca imieniem Takeo, który jako jedyny ocalał najazd na wioskę Mino i poddaje się pod opiekę swojego wybawcy, Otori Shigeru, władcy rodu Otori.
Początkowo intencją autorki było napisanie jednej książki, ale ostatecznie okazało się to niemożliwe i całość została wydana jako trylogia. Czwarta część sagi to sequel tych wydarzeń, natomiast piąta to prequel, opisujący historię Otori Shigeru, zanim uratował on Takeo.

## Książki w serii
| Numer w serii | Polski tytuł          | Oryginalny tytuł             | Polski nr ISBN         | Data polskiego wydania | Data oryginalnego wydania |
| ------------- | --------------------- | ---------------------------- | ---------------------- | ---------------------- | ------------------------- |
| 0             | Sieć niebios          | Heaven’s Net is Wide         | ISBN 978-83-7414-603-6 | 2008                   | 2007                      |
| 1             | Po słowiczej podłodze | Across the Nightingale Floor | ISBN 978-83-89291-54-7 | 2003                   | 2002                      |
| 2             | Na posłaniu z trawy   | Grass for His Pillow         | ISBN 83-7414-053-4     | 2004                   | 2003                      |
| 3             | W blasku księżyca     | Brilliance of the Moon       | ISBN 978-83-7414-133-8 | 2005                   | 2005                      |
| 4             | Krzyk czapli          | The Harsh Cry of the Heron   | ISBN 978-83-7414-235-9 | 2007                   | 2006                      |
| 4,5           | brak                  | His Kikuta Hands             | brak                   | -                      | 2016                      |

## Streszczenie fabuły

### Trylogia
Narrator pierwszoosobowy to Tomasu, 16-letni chłopiec, zamieszkujący wraz z matką i ojczymem małą, położoną na uboczu wioskę Mino. Wszyscy tamtejsi mieszkańcy to „Ukryci”, ludzie wierzący w jednego boga, który równo traktuje wszystkich ludzi. Pewnego dnia wioska zostaje napadnięta przez Iidę Sadamu, pana klanu Tohan, który nienawidzi Ukrytych za ich wierzenia. Tomasu zostaje ocalony przez człowieka, na którego natknął się w lesie, podczas ucieczki przed napastnikami. Okazuje się, że jest to Otori Shigeru, młody przywódca swojego klanu. Shigeru nadaje chłopcu imię Takeo, zabiera go do stolicy swojego klanu, Hagi, tam go adoptuje i wychowuje na wojownika.
Shirakawa Kaede od siódmego roku życia jest zakładniczką w zamku pana Noguchi, sprzymierzeńca Iidy. Im jest starsza, tym częściej zostaje zaczepiana przez mężczyzn, lecz gardzi nimi. Z jej powodu zginęło trzech mężczyzn, w związku z czym pada decyzja o wydaniu jej za mąż. Jej wybrankiem ma zostać Otori Shigeru. Gdy jednak dochodzi do spotkania, nić porozumienia zawiązuje się pomiędzy nią a Takeo.
Biologiczny ojciec Takeo był członkiem „Plemienia”, grupy kilku rodzin posiadających wrodzone specjalne zdolności, niemożliwe do przyswojenia przez zwykłych ludzi. Takeo odziedziczył po swoim ojcu wiele takich cech, a gdy wychodzą one na jaw, Plemię ubiega się o chłopca i porywa go. Regułą panującą w Plemieniu jest bowiem służenie mu przez całe swoje życie. Tam główny bohater zbliża się do uroczej Yuki, która po kilku tygodniach znika. Shigeru tymczasem zostaje zwabiony do Inuyamy, siedziby Iidy Sadamu, i zostaje tam zabity. Takeo, chcąc pomścić śmierć swojego przybranego ojca, zawiera układ z Plemieniem, które mu na to pozwala, po czym musi oddać się w ich ręce. Terytorium Trzech Krain jest teraz kontrolowane przez wojska Arai Daiichi, znajomego Kaede z czasów pobytu w zamku Noguchich.
Takeo, po śmierci Shigeru, jest prawowitym dziedzicem tronu Otori. Ucieka z Plemienia, po drodze natrafiając na ślepą kobietę (wyrocznię), która wypowiada następujące słowa: „Będziesz władał ziemią od morza do morza. [...] Pięć bitew kupi Ci pokój, cztery wygrane, jedna przegrana. Wielu umrze, ty jednak ujdziesz śmierci, chyba że padniesz z ręki syna”. Dociera do świątyni w Terayamie, gdzie może czuć się bezpiecznie. Przybywa tam również Kaede i para bierze ślub.
Takeo podczas wędrówki po Trzech Krainach zbiera liczną armię, zawiera sojusz z Araim oraz Plemieniem i ostatecznie zasiada na tronie rodu Otori. Dopiero teraz może być razem z Kaede i zająć się przywróceniem stabilności w kraju. W pamięci ma jednak cały czas przepowiednię wyroczni.

### Krzyk czapli
Szesnaście lat później Takeo jest władcą Trzech Krain i ze swoją żoną mają trzy córki: Shigeko oraz bliźniaczki Mayę i Miki, które odziedziczyły po nim zdolności Plemienia. Arai Zenko (syn Daiichi) i jego żona Hana (najmłodsza siostra Kaede) wraz z przywódcą Plemenia, Kikuta Akio, knują spisek przeciwko panu Otori. Bierze w nim także udział Hisao, syn Takeo ze związku z Yuki, który posiada zdolność komunikowania się ze zmarłymi. Wszyscy oni sprzymierzają się  z Saga Hideki, generałem Cesarza, władającego całym królestwem, na które składają się Trzy Krainy i osiem innych wysp. Pomimo zwycięstwa w turnieju łuczników nad generałem, wojska Takeo zostają zmuszone do walki z cesarskimi siłami zbrojnymi.
Kaede dowiaduje się o Hisao, że jest on synem Takeo. W przypływie złości każe zniszczyć zamek w Hagi, ucieka i szuka schronienia u Hany. Takeo abdykuje na rzecz Shigeko i udaje się do Terayamy. W celu zabicia go przybywają tam także Akio i Hisao. Ten ostatni zastyga w decydującym momencie. Takeo, czując, że jego czas dobiegł końca, upada na nóż trzymany w ręku swojego syna, spełniając w ten sposób słowa wyroczni.

### Sieć niebios
Akcja powieści rozpoczyna się na ok. siedemnaście lat przed początkiem trylogii, natomiast kończy się spotkaniem w lesie Shigeru i Takeo. Opowiada o dzieciństwie Shigeru, jego nauce u Matsudy Shingena, głównego duchownego w Terayamie, a także o jego dojściu do władzy pośród Otorich. Zdenerwowany niezdecydowaniem swojego ojca oraz jego fałszywymi braćmi, udaje się wraz z grupą wojowników pod granicę z Tohańczykami. Odkrywa tam wioskę Ukrytych, torturowanych i zabijanych przez Tohańczyków. Poznaje wierzenia Ukrytych i spotyka po raz pierwszy Iidę Sadamu, jednocześnie ratując mu życie.
Sytuacja w kraju staje się coraz bardziej napięta i zewsząd słychać głosy o nadchodzącej wojnie. Podczas bitwy pod Yaegaharą, Otori zostają zdradzeni przez Noguchich i jest to główna przyczyna ich porażki. Otori Shigemori (ojciec Shigeru) ginie w walce, ale Jato, legendarny miecz rodu, trafia ostatecznie do rąk ciężko rannego Shigeru. Ten zostaje zmuszony do abdykacji i odstąpienia części ziem. Od tej pory zajmuje się rolnictwem, wyczekując odpowiedniego momentu, by pomścić śmierć ojca.

## Postaci

### Klan Otori
- Otori Takeo – urodzony pośród Ukrytych jako Tomasu; syn Kikuta Isamu, odziedziczył po nim zdolności Plemienia; bratanek i adoptowany syn Shigeru, dziedzic klanu Otori po Shigeru; mąż Kaede
- Otori Shigeru – wujek i ojciec adopcyjny Takeo; dziedzic klanu Otori; syn Shigemori
- Otori Takeshi – młodszy brat Shigeru, zamordowany przez Tohańczyków
- Otori Shigeko – córka Takeo i Kaede, spadkobierczyni Maruyamy
- Otori Maya i Otori Miki – bliźniaczki, córki Takeo i Kadeo, posiadające zdolności Plemienia
- Otori Shigemori – ojciec Shigeru, zginął w bitwie pod Yaegaharą
- Otori Ichiro – daleki krewny, nauczyciel Shigeru i Takeo
- Otori Shoichi i Otori Masahiro – stryjowie Shigeru
- Chiyo i Haruka – pokojówki w domu Otori
- Miyoshi Kahei i Miyoshi Gemba – bracia, przyjaciele Takeo
- Terada Fumifusa – pirat
- Terada Fumio – syn Fumifusy, przyjaciel Takeo

### Klan Tohan
- Iida Sadamu – przywódca Tohańczyków, wielki rywal Shigeru; zabity przez Kaede podczas próby gwałtu na niej;
- Iida Nariaki – kuzyn Sadamu
- Noguchi Masayoshi – sojusznik
- Abe i Ando – ludzie Iidy

### Klan Seishuu
- Arai Daiichi - przywódca wojskowy
- Maruyama Naomi – pani na dobrach Maruyama, kochanka i jedyna miłość Shigeru; matka Mariko
- Shirakawa Kaede – kuzynka Naomi, dziedziczka dóbr Maruyama; siostra Ai i Hany; żona Takeo
- Sachie – pokojówka Naomi

### Plemię

#### Rodzina Muto
- Muto Kenji – nauczyciel Takeo, mistrz rodziny; za jego pośrednictwem Jato trafiło w ręce Shigeru
- Muto Shizuka – siostrzenica Muto, kochanka Arai’ego i matka jego dwójki dzieci; towarzyszka Kaede
- Muto Seiku – żona Kenji’ego
- Muto Yuki – córka Kenji’ego i Seiku; matka Hisao
- Zenko i Taku – synowie Shizuki i Arai’ego

#### Rodzina Kikuta
- Kikuta Isamu – biologiczny ojciec Takeo; zginął z rąk swojego brata, Kotaro
- Kikuta Kotaro – mistrz rodziny
- Kikuta Gosaburo – młodszy brat Kotaro
- Kikuta Akio – bratanek Kotaro i kuzyn Takeo; znienawidził Takeo przez związek z Yuki
- Kikuta (Otori) Hisao – syn Takeo i Yuki; posiadał dar komunikacji ze zmarłymi

#### Rodzina Kuroda
- Kuroda Shintaro – słynny skrytobójca
- Kondo Kiichi – ochroniarz Kaede

### Inni
- Pan Fujiwara – możnowładca wygnany ze stolicy
- Kubo Makoto – mnich, przyjaciel Takeo
- Matsuda Shingen – przeor klasztoru w Terayamie
- Saga Hideki - generał Cesarza, pan Wschodnich Wysp
- Jo-An – członek Ukrytych; niedotykalny